# Shatili

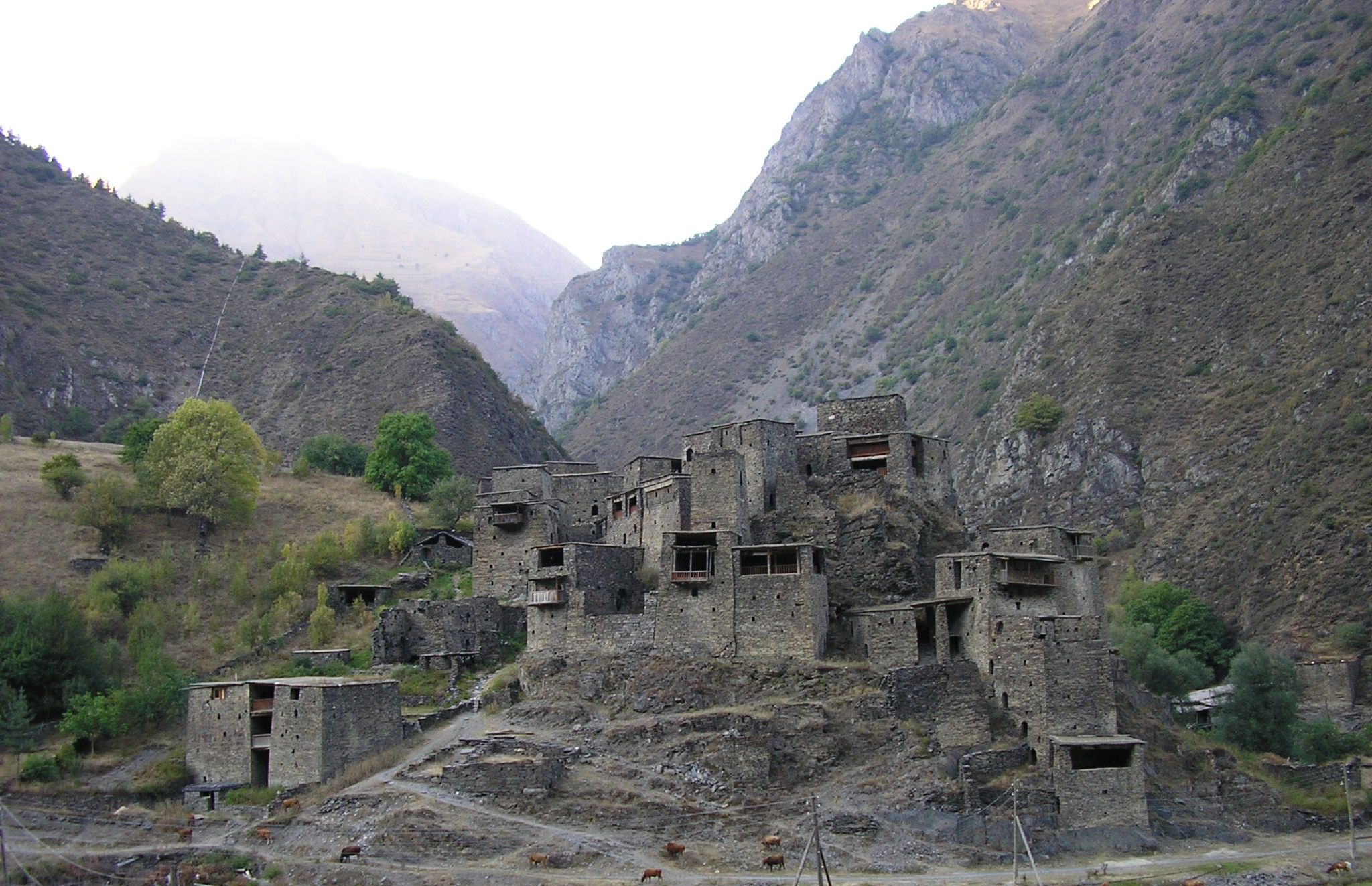

Shatili (em georgiano:  შატილი) é uma cidade histórica nas montanhas da Geórgia, perto da fronteira com a Chechênia, proposta como Patrimônio Mundial da Unesco. Ele está localizado na encosta norte das Montanhas do Grande Cáucaso, na histórica província georgiana de Khevsureti, que agora faz parte da moderna região (mkhare) de Misqueta-Montanhas. A partir do censo de 2014, a população da aldeia era de 22 habitantes.

## Geografia
Localizada no profundo desfiladeiro de Arghuni, a aproximadamente 1.400 metros, a cidade é na verdade um complexo único de fortalezas modernas e antigas, e casas fortificadas de pedra e argamassa que funcionavam como uma área residencial e como uma fortaleza que protege a periferia do nordeste do país. A fortaleza consiste de estruturas em terraços dominadas por habitações de telhado plano e cerca de 60 torres que são agrupadas para criar uma única cadeia de fortificações.

## História
Shatili já foi parte do Reino da  Caquécia.
Sua população, juntamente com a da maioria da Queusurécia, foi reassentada sob pressão das autoridades soviéticas nas planícies no início dos anos 50. Na década de 1960, a paisagem exótica da aldeia vazia foi usada como cenário para uma série de filmes georgianos sobre a vida passada dos povos das montanhas.
Shatili ainda é habitada por uma dúzia de famílias, mas é inacessível por estrada durante o inverno. A cidade é um dos destinos favoritos dos turistas e caminhantes de montanha.